# Nicéphore Comnène (frère d'Alexis Ier)
Pour les articles homonymes, voir Nicéphore Comnène.
Nicéphore Comnène (en grec : Νικηφόρος Κομνηνός, vers 1062 - après 1136) est un haut dignitaire byzantin et le plus jeune frère de l'empereur Alexis Ier Comnène, qui le nomme comme drongaire de la flotte, soit commandant en second de la marine byzantine.

## Biographie
Il est le cinquième et dernier fils issu de l'union de Jean Comnène et d'Anne Dalassène. Selon Nicéphore Bryenne, Nicéphore et son jeune frère Adrien Comnène restent auprès de leur mère quand Alexis et ses frères plus âgés entrent dans l'armée. De ce fait, Nicéphore jouit d'une très bonne éducation.
Quand Alexis parvient sur le trône en 1081, il confère des dignités élevées à sa parentèle, créant souvent de nouveaux titres. Nicéphore devient sébaste et grand drongaire de la flotte, soit le second après le mégaduc. Cependant, il semble que Nicéphore n'exerce aucune fonction réelle de commandement. C'est Eustathe Kymineianos qui semble diriger la flotte après 1087 et est promu comme grand drongaire vers 1101-1102. Il est donc possible que Nicéphore perde ce titre à cette date ou bien que plusieurs grands drongaires aient coexisté. 
Dans l'ensemble, les connaissances à propos de Nicéphore sont maigres. Basile Skoulatos le décrit comme le membre le moins connu de la famille des Comnènes et il n'est mentionné qu'une fois dans L'Alexiade, sans qu'il ait jamais joué de rôle significatif au cours du règne de son frère ou de son successeur, Jean II Comnène (1118-1143). Un typikon du monastère du Pantocrator fait référence à un grand drongaire du nom de Nicéphore. Étant donné le rôle important conféré aux parents de l'empereur sous la dynastie des Comnènes, un tel manque de sources est surprenant. Konstantinos Varzos émet l'hypothèse qu'il soit tombé en disgrâce pour expliquer le silence des chroniqueurs de l'époque.
Il est marié à une femme dont l'identité ne nous est pas parvenue et a au moins deux filles, dont l'une épouse Grégoire Pakourianos le Jeune, gouverneur provincial, et un fils, le sébaste Alexis.